# Carrera de la Paz
La Carrera de la Paz (oficialmente: Course de la Paix) fue una carrera ciclista por etapas en sus últimos años registrada en la República Checa, en el mes de mayo.

## Historia
Creada en 1948 tradicionalmente fue celebrada en Alemania Oriental (Alemania desde 1990), Polonia y Checoslovaquia (República Checa desde 1993), aunque también pasó por otros países, especialmente en los últimos años, como Bélgica o Austria. El corredor con más victorias es Steffen Wesemann (cinco victorias: 1992, 1996, 1997, 1999 y 2003).
La Carrera de la Paz se celebró por primera vez en 1948, con dos ediciones, entre las ciudades de Varsovia y Praga, y fue suprimida en el año 2007. En el 2006, la última carrera, fue ganada por el italiano Giampaolo Cheula y se disputó del 13 al 20 de mayo, con salida en Linz y llegada en Hannover. Después del 2006 la carrera fue eliminada del calendario ciclista.

## Palmarés

### Podiums
| Año                       | Ganador                  | Segundo                | Tercero              |
| ------------------------- | ------------------------ | ---------------------- | -------------------- |
| 1948                      | August Prosenik          | Roman Siemiński        | Wacław Wójcik        |
| 1948 (2)                  | Aleksandar Zorić         | Emanuel Krejčů         | Józef Kapiak         |
| 1949                      | Jan Veselý               | Maurice Herbulot       | Charles Riegert      |
| 1950                      | Willy Emborg             | Bronisław Klabiński    | Vlastimil Ružička    |
| 1951                      | Kaj Allan Olsen          | Lothar Meister         | Alberto Ferri        |
| 1952                      | Ian Steel                | Jan Veselý             | Jean Stablinski      |
| 1953                      | Christian Pedersen       | Hans Andresen          | Gustav-Adolf Schur   |
| 1954                      | Eluf Dalgaard            | Vlastimil Ružička      | René Van Meenen      |
| 1955                      | Gustav-Adolf Schur       | Jan Veselý             | Stan Brittain        |
| 1956                      | Stanisław Królak         | Constantin Dumitrescu  | Mykola Kolumbet      |
| 1957                      | Nentcho Christov         | Stan Brittain          | Víktor Kapitónov     |
| 1958                      | Piet Damen               | Boris Bebenin          | Alfons Hermans       |
| 1959                      | Gustav-Adolf Schur       | René Vanderveken       | Romeo Venturelli     |
| 1960                      | Erich Hagen              | Jean-Baptiste Claes    | Willy Vanden Berghen |
| 1961                      | Yury Melikhov            | Víktor Kapitónov       | Bernhard Eckstein    |
| 1962                      | Gainan Saidkhuzhin       | Yury Melikhov          | Stanisław Gazda      |
| 1963                      | Klaus Ampler             | August Verhaegen       | Camiel Vyncke        |
| 1964                      | Jan Smolík               | Günter Hoffmann        | Dieter Wiedemann     |
| 1965                      | Gennady Lebedev          | Pavel Doležel          | Jan Kudra            |
| 1966                      | Bernard Guyot            | Aleksandr Dokhlyakov   | Axel Peschel         |
| 1967                      | Marcel Maes              | Angel Kirilov          | Jan Magiera          |
| 1968                      | Axel Peschel             | Karel Vavra            | Jan Magiera          |
| 1969                      | Jean-Pierre Danguillaume | Ryszard Szurkowski     | Dieter Gonschorek    |
| 1970                      | Ryszard Szurkowski       | Marcel Duchemin        | Zygmunt Hanusik      |
| 1971                      | Ryszard Szurkowski       | Zenon Czechowski       | Anatoly Starkov      |
| 1972                      | Vlastimil Moravec        | Vladislav Nelyubin     | Wolfram Kühn         |
| 1973                      | Ryszard Szurkowski       | Stanisław Szozda       | Valery Likhachov     |
| 1974                      | Stanisław Szozda         | Nikolay Gorelov        | Miloš Hrazdíra       |
| 1975                      | Ryszard Szurkowski       | Hans-Joachim Hartnick  | Aavo Pikkuus         |
| 1976                      | Hans-Joachim Hartnick    | Stanisław Szozda       | Gerhard Lauke        |
| 1977                      | Aavo Pikkuus             | Vladímir Osokin        | Tadeusz Mytnik       |
| 1978                      | Aleksandr Averin         | Yuriy Zakharov         | Mircea Romașcanu     |
| 1979                      | Serguéi Sujoruchenkov    | Andreas Petermann      | Krzysztof Sujka      |
| 1980                      | Yuri Barinov             | Peter Winnen           | Olaf Ludwig          |
| 1981                      | Şahit Zahretdinef        | Serguéi Sujoruchenkov  | Ivan Mitchenko       |
| 1982                      | Olaf Ludwig              | Şahit Zahretdinef      | Yuri Barinov         |
| 1983                      | Falk Boden               | Oleg Petrovich Chuzhda | Olaf Ludwig          |
| 1984                      | Serguéi Sujoruchenkov    | Nentcho Staykov        | Olaf Ludwig          |
| 1985                      | Lech Piasecki            | Andrzej Mierzejewski   | Uwe Ampler           |
| 1986                      | Olaf Ludwig              | Vladímir Pulnikov      | Asiat Saitov         |
| 1987                      | Uwe Ampler               | Petar Petrow           | Andrzej Mierzejewski |
| 1988                      | Uwe Ampler               | Vladímir Pulnikov      | Piotr Ugriúmov       |
| 1989                      | Uwe Ampler               | Olaf Jentzsch          | Zenon Jaskuła        |
| 1990                      | Ján Svorada              | Bert Dietz             | Pavel Padrnos        |
| 1991                      | Víktor Rjaksíniki        | Dariusz Baranowski     | Miroslav Lipták      |
| 1992                      | Steffen Wesemann         | Bert Dietz             | Tomasz Brożyna       |
| 1993                      | Jaroslav Bílek           | František Trkal        | Pavel Padrnos        |
| 1994                      | Jens Voigt               | Ralf Grabsch           | František Trkal      |
| 1995                      | Pavel Padrnos            | Dariusz Baranowski     | Tomasz Brożyna       |
| 1996                      | Steffen Wesemann         | Michael Andersson      | Serguéi Ivanov       |
| 1997                      | Steffen Wesemann         | Christian Henn         | Jens Voigt           |
| 1998                      | Uwe Ampler               | Steffen Wesemann       | Piotr Wadecki        |
| 1999                      | Steffen Wesemann         | Raimondas Rumšas       | Tomasz Brożyna       |
| 2000                      | Piotr Wadecki            | Piotr Przydział        | Steffen Wesemann     |
| 2001                      | Jakob Piil               | Aitor Garmendia        | Radoslav Romanik     |
| 2002                      | Ondřej Sosenka           | Aitor Garmendia        | Piotr Chmielewski    |
| 2003                      | Steffen Wesemann         | Ondřej Sosenka         | Tomáš Konečný        |
| 2004                      | Michele Scarponi         | Sławomir Kohut         | Roger Beuchat        |
| 2005 edición no realizada |                          |                        |                      |
| 2006                      | Giampaolo Cheula         | Andrea Tonti           | Cristian Gasperoni   |

### Ganadores y otros datos

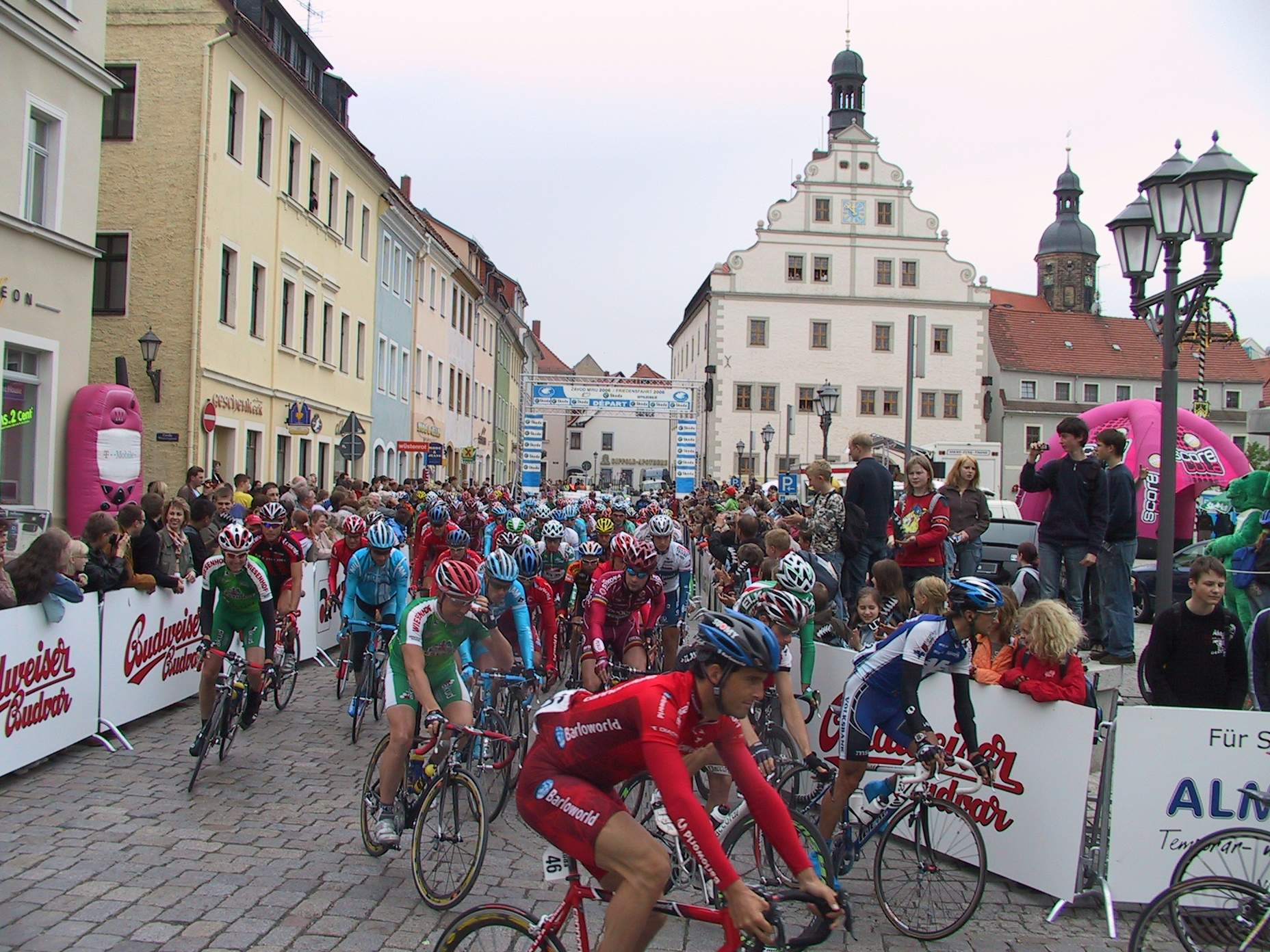
El pelotón en la Carrera de la Paz del 2006.

| Año  | Recorrido                         | Ganador                  | Etapas | Km    |
| ---- | --------------------------------- | ------------------------ | ------ | ----- |
| 1948 | Varsòvia-Praga                    | August Prosinek          | 5      | 872   |
| 1948 | Praga-Varsovia                    | Alexander Zoric          | 7      | 1.104 |
| 1949 | Praga-Varsovia                    | Jan Veselý               | 8      | 1.259 |
| 1950 | Varsovia-Praga                    | Willi Emborg             | 9      | 1.539 |
| 1951 | Praga-Varsovia                    | Kaj Allan Olsen          | 9      | 1.539 |
| 1952 | Varsovia-Berlín-Praga             | Ian Steel                | 12     | 2.146 |
| 1953 | Praga-Berlín-Varsovia             | Christian Pedersen       | 12     | 2.232 |
| 1954 | Varsovia-Berlín-Praga             | Eluf Dalgaard            | 13     | 2.033 |
| 1955 | Praga-Berlín-Varsovia             | Gustav-Adolf Schur       | 13     | 2.176 |
| 1956 | Varsòvia-Berlín-Praga             | Stanisław Królak         | 12     | 2.242 |
| 1957 | Praga-Berlín-Varsovia             | Necio Christov           | 12     | 2.209 |
| 1958 | Varsovia-Berlín-Praga             | Piet Damen               | 12     | 2.210 |
| 1959 | Berlín-Praga-Varsovia             | Gustav-Adolf Schur       | 13     | 2.061 |
| 1960 | Praga-Varsovia-Berlín             | Erich Hagen              | 13     | 2.168 |
| 1961 | Varsovia-Berlín-Praga             | Iuri Melichov            | 13     | 2.371 |
| 1962 | Berlín-Praga-Varsovia             | Gainan Saidschushin      | 14     | 2.397 |
| 1963 | Praga-Varsovia-Berlín             | Klaus Ampler             | 15     | 2.533 |
| 1964 | Varsovia-Berlín-Praga             | Jan Smolík               | 14     | 2.211 |
| 1965 | Berlín-Praga-Varsovia             | Guenadi Lebediev         | 14     | 2.309 |
| 1966 | Praga-Varsovia-Berlín             | Bernard Guyot            | 14     | 2.301 |
| 1967 | Varsovia-Berlín-Praga             | Marcel Maes              | 16     | 2.298 |
| 1968 | Berlín-Praga-Varsovia             | Axel Peschel             | 16     | 2.172 |
| 1969 | Varsovia-Berlín                   | Jean-Pierre Danguillaume | 15     | 2.030 |
| 1970 | Praga-Varsovia-Berlín             | Ryszard Szurkowski       | 15     | 1.976 |
| 1971 | Varsovia-Berlín-Praga             | Ryszard Szurkowski       | 14     | 1.895 |
| 1972 | Berlín-Praga-Varsovia             | Vlastimil Moravec        | 14     | 2.025 |
| 1973 | Praga-Varsovia-Berlín             | Ryszard Szurkowski       | 18     | 2.083 |
| 1974 | Varsovia-Berlín-Praga             | Stanisław Szozda         | 14     | 1.806 |
| 1975 | Berlín-Praga-Varsovia             | Ryszard Szurkowski       | 13     | 1.923 |
| 1976 | Prag -Varsovia-Berlín             | Hans-Joachim Hartnick    | 15     | 1.974 |
| 1977 | Varsovia-Berlín-Praga             | Aavo Pikkuus             | 13     | 1.556 |
| 1978 | Berlín-Praga-Varsovia             | Alexander Awerin         | 13     | 1.847 |
| 1979 | Praga-Varsovia-Berlín             | Sergei Soukoroutchenkov  | 14     | 1.796 |
| 1980 | Varsovia-Berlín-Praga             | Iuri Barinov             | 15     | 2.095 |
| 1981 | Berlín-Praga-Varsovia             | Charkid Zagretdinov      | 15     | 1.887 |
| 1982 | Praga-Varsovia-Berlín             | Olaf Ludwig              | 13     | 1.946 |
| 1983 | Varsovia-Berlín-Praga             | Falk Boden               | 12     | 1.899 |
| 1984 | Berlín-Praga-Varsovia             | Sergei Soukoroutchenkov  | 11     | 1.689 |
| 1985 | Praga-Moscú-Varsovia-Berlín       | Lech Piasecki            | 12     | 1.712 |
| 1986 | Kiev-Varsovia-Berlín-Praga        | Olaf Ludwig              | 15     | 2.138 |
| 1987 | Berlín-Praga-Varsovia             | Uwe Ampler               | 14     | 1.987 |
| 1988 | Bratislava-Katowice-Berlín        | Uwe Ampler               | 13     | 2008  |
| 1989 | Varsovia-Berlín-Praga             | Uwe Ampler               | 12     | 1.927 |
| 1990 | Berlín-Slušovice-Bielsko-Biała    | Ján Svorada              | 11     | 1.595 |
| 1991 | Praga-Varsovia                    | Viktor Rjaksinski        | 9      | 1.261 |
| 1992 | Berlín-Karpacz-Mladá Boleslav     | Steffen Wesemann         | 9      | 1.348 |
| 1993 | Tábor-Nový Bor                    | Jaroslav Bílek           | 9      | 1.342 |
| 1994 | Tábor-Trutnov                     | Jens Voigt               | 9      | 1.354 |
| 1995 | Č. Budějovice-Oberwiesenthal-Brno | Pavel Padrnos            | 10     | 1.379 |
| 1996 | Brno-Żywiec-Leipzig               | Steffen Wesemann         | 10     | 1.703 |
| 1997 | Potsdam-Żywiec-Brno               | Steffen Wesemann         | 11     | 1.629 |
| 1998 | Poznań-Karlovy Vary-Erfurt        | Uwe Ampler               | 10     | 1.591 |
| 1999 | Znojmo-Plzeň-Magdeburg            | Steffen Wesemann         | 10     | 1.613 |
| 2000 | Hanover-Kudowa-Zdrój-Praga        | Piotr Wadecki            | 10     | 1.608 |
| 2001 | Łódź-Plzeň-Potsdam                | Jakob Piil               | 10     | 1.611 |
| 2002 | Č. Budějovice-Chemnitz-Varsòvia   | Ondřej Sosenka           | 10     | 1.470 |
| 2003 | Olomuc-Walbrzych-Erfurt           | Steffen Wesemann         | 9      | 1.552 |
| 2004 | Brusselles-Wroclaw-Praga          | Michele Scarponi         | 9      | 1.580 |
| 2006 | Linz-Karlovy Vary-Hanover         | Giampaolo Cheula         | 8      | 1.283 |

## Estadísticas de los ganadores

### Más número de victorias

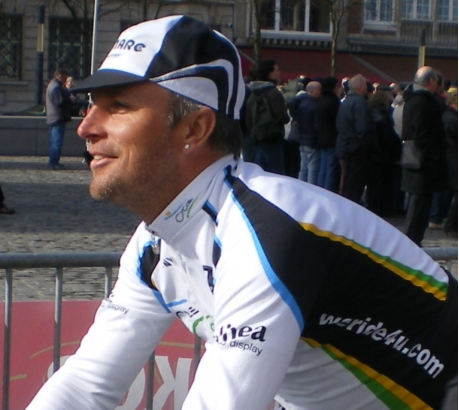
Steffen Wesemann, consiguió cinco victorias.

En 58 ediciones y 59 carreras disputadas, la Carrera de la Paz fue ganada por 46 hombres. 
- Steffen Wesemann (Alemania), posee el récord de victorias: 5 veces (1992, 1996, 1997, 1999, 2003).
- Ryszard Szurkowski (Polonia), (1970, 1971, 1973, 1975), y Uwe Ampler (Alemania del Este después Alemania), (1987, 1988, 1989, 1998), consiguieron 4 victorias.
- Gustav-Adolf Schur (Alemania del Este) (1955, 1959) , Sergéi Sujoruchenkov  (1979, 1984), Olaf Ludwig (Alemania del Este) (1982, 1986) son los corredores que al ganaron en 2 ocasiones.

## Palmarés por países
| País            | Victorias |
| --------------- | --------- |
| Alemania        | 19        |
| Unión Soviética | 10        |
| Polonia         | 8         |
| República Checa | 7         |
| Dinamarca       | 5         |
| Francia         | 2         |
| Italia          | 2         |
| Yugoslavia      | 1         |
| Reino Unido     | 1         |
| Bulgaria        | 1         |
| Países Bajos    | 1         |
| Bélgica         | 1         |

## Libros
01. K. Małcużyński, Zygmund Weiss : Kronika wielkiego wyścigu, Ksiażka i wiedza, Warszawa, 1952
02. Adolf Klimanschewsky: Warschau-Berlin-Prag. Ein Erlebnisbericht von der Friedensfahrt 1952. Sportverlag, Berlín, 1953.
03. Brigitte Roszak/Klaus Kickbusch (Redaktion): Friedensfahrt. Sportverlag, Berlín, 1954.
04. VII. Internationale Friedensfahrt. Volkskunstverlag Reichenbach, 1955.
05. VIII. Wyscig Pokoju, Zavod Miru, Friedensfahrt. Verlag: Sport i Turystika, Warszawa 1955.
06. Horst Schubert: Etappengefüster. Sportverlag, Berlín, 1956.
07. Horst Schubert u.a.:Jedes Jahr im Mai. Sportverlag, Berlín, 1957.
08. Herbert Kronfeld: Zwischen Start und Ziel. Sportverlag, Berlín, 1957.
09. Egon Lemke: Giganten der Pedale. Verlag Junge Welt, Berlín, 1958.
10. Autorenkollektiv: Friedensfahrt. Sportverlag, Berlín, 1962.
11. Klaus Ullrich: Friedensfahrtanekdoten. Hrsg.: Organisationsbüro der Internationalen Friedensfahrt, Berlín 1962
12. Klaus Ullrich: In der Spitzengruppe. Hrsg.: DTSB, Berlín, 1962
13. Klaus Ullrich: Kluge Köpfe - schnelle Beine. Sportverlag, Berlín, 1963.
14. Alles über alle Friedensfahrer. Verlag Neues Deutschland, Berlín, 1964.
15. Täves Friedensfahrtlexikon. Verlag Neues Deutschland, Berlín, 1965.
16. Klaus Ullrich (Hrsg.): Fahrt der Millionen. Sportverlag, Berlín, 1967.
17. Trzdziesci lat Wyscigu Pokoju. Krajowa Agencja Wydawnicza, Warszawa, 1977.
18. Klaus Ullrich: Die große Fahrt. Sportverlag, Berlín, 1977.
19. Günter Teske: Das gelbe Trikot. Verlag Neues Leben, Berlín, 1981.
20. Klaus Ullrich: Jedes Mal im Mai, Sportverlag, Berlín, 1986, ISBN 3-328-00177-8.
21. Ulf Harms: Der verschwundene Friedensfahrer. Militärverlag der DDR, Berlín, 1987, ISBN 3-327-00433-1.
22. Jiri Cerny, Ladislav Sosenka, Jaroslav Stanek: Zavod Miru. Verlag Olympia, Prag, 1987.
23. Gustav-Adolf Schur (Hrsg.): Friedensfahrt, Spotless-Verlag, Berlín, 1995, ISBN 3-928999-47-8.
24. Tilo Köhler: Der Favorit fuhr Kowalit: Täve Schur und die Friedensfahrt. Gustav Kiepenheuer Verlag, 1997, ISBN 3-378-01015-0.
25. Manfred Hönel/Olaf Ludwig: 100 Highlights Friedensfahrt. Sportverlag, Berlín,1997, ISBN 3-328-00717-2.
26. Maik Märtin: 50 Jahre Course de la Paix, Agentur Construct, Leipzig, 1998, ISBN: ohne.
27. Klaus Ullrich Huhn: Die Geschichte der Friedensfahrt. Spotless-Verlag, Berlín, 2001, ISBN 3-933544-52-1.
28. Bogdan Tuszynski/ Daniel Marszalek: Wyscik Pokoju 1948-2001, Verlag FDK Warszawa, Warszawa, 2002, ISBN 83-86244-33-X
29. Andreas Ciesielski: Das Wunder von Warschau, Scheunen-Verlag, Kückenshagen, 2005, ISBN 3-934301-83-5
30. Alan Buttler/Klaus Huhn: Wie die Friedensfahrt "ausgegraben" wurde, NORA Verlagsgemeinschaft Dyck & Westerheide, Berlín, o.J., ISBN 978-3-86557-301-8
31. Rainer Sprehe: Alles Rower? Ein Wessi auf Friedensfahrt. Covadonga-Verlag, Bielefeld 2012, ISBN 978-3-936973-70-9
32. Peter Zetzsche: Friedensfahrt und Tour de France. Emil Reinecke, Eigenverlag, Einbeck, o.J., ISBN: ohne
33. Radsportmuseum Course de la Paix 2007 - 2012. Hrsg.: Verein "Radfreizeit, Radsportgeschichte und Friedensfahrt e.V., Kleinmühlingen, 2012
34. La Carrera de la Paz. Rojos sobre ruedas, palomas en maillots. Marcos Pereda, 2022, Editorial Báltica, ISBN 978-84-125465-0-7